# 小皮爾加斯山

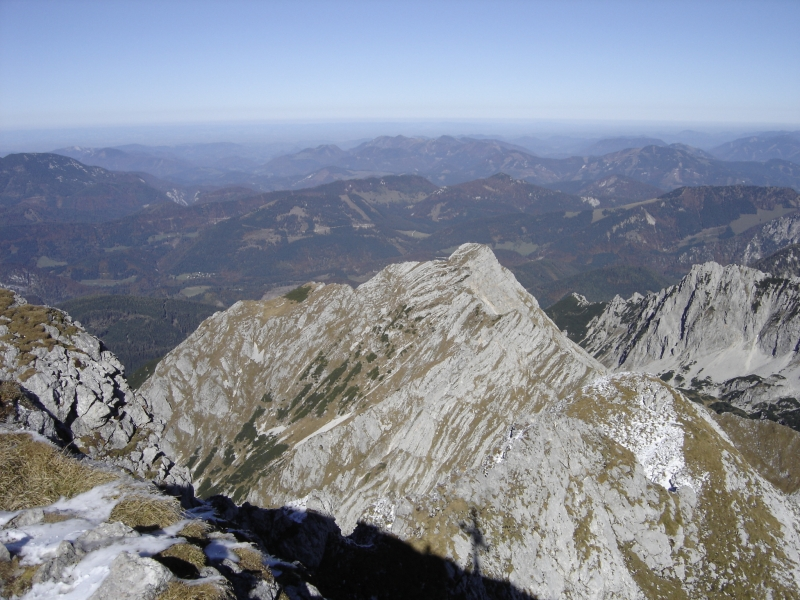

47°39′46″N 14°24′32″E / 47.66278°N 14.40889°E
小皮爾加斯山（德語：Kleiner Pyhrgas），是奧地利的山峰，位於該國北部，由上奧地利州負責管轄，屬於恩斯塔爾阿爾卑斯山脈的一部分，海拔高度2,023米，每年平均降雨量1,578毫米。